# Georgij Feodosjevič Voronoj
Georgij Feodosjevič Voronoj (rusko Георгий Феодосьевич Вороной, ukrajinsko Георгій Феодосійович Вороний), ukrajinski matematik, * 28. april 1868, Žuravka, Pirjatinski ujezd, Poltavska gubernija, Ruski imperij (sedaj Černigovska oblast, Ukrajina), † 20. november 1908, Varšava, Kongresna Poljska, Ruski imperij (sedaj Poljska).
Voronoj je najbolj znan po Voronojevih diagramih, razdelitve ravnine na območja glede na razdaljo do končne množice točk. Od 1. decembra 1907 je bil dopisni član Ruske akademije znanosti, profesor na tedanji Imperialni univerzi v Varšavi.

## Življenje
Rodil se je v vasi Žuravka blizu Pirjatina v Pirjatinskem ujezdu Poltavske gubernije v tedanjem Ruskem imperiju, sedaj v Priluškem rajonu Černigovske oblasti v Ukrajini.
Njegov oče je bil Feodosij Jakovič Voronij (1837–1910), profesor ruske književnosti, diplomant Univerze svetega Vladimirja v Kijevu, profesor na Nižinskem pravnem liceju, kasneje ravnatelj gimnazije v Prilukih, človek naprednih pogledov, skupaj z Mihajlom Dragomanovom pobudnik ustanovitve brezplačnih nedeljskih šol za delavsko mladino v Kijevu, dejavni član študentske skupnosti, ustanovljene na kijevski univerzi. Njegovo javno dejavnost v študentskih letih sta opazila Olena Pčilka in Ivan Nečuj-Levicki, dopisoval si je z Grigorijem Galaganom glede pedagogike in pedagoškega osebja. Z lastnimi sredstvi je v domači Žuravki zgradil šolo za vaške otroke in ustanovil brezplačno javno knjižnico in čitalnico. S prizadevanji Voronojevih v Žuravki leta 1885 je bila zgrajena ena prvih predelovalnic zdravilnih rastlin v celotnem Ruskem imperiju.
Georgijeva mati, Kleopatra Mihajlivna Ličkova, je poučevala na kijevski ženski gimnaziji v Podilu in v podilski ženski nedeljski šoli. Ličkovi so imeli dedno častno meščanstvo, kar dokazuje cerkvena knjiga: ob Georgijevem krstu sta bila njegova botra zapisana kot Ivan Jakovljevič Voronij (študent nižinskega liceja, lahko se le ugiba, da je bil Ivan Feodosijev brat) in Ljubov Mihajlovna Ličkova (hči kijevskega častnega meščana).
Maturiral je na priluški deški gimnaziji leta 1885. Od leta 1889 je študiral na Univerzi v Sankt Peterburgu, kjer je bil študent Andreja Markova starejšega. Leta 1894 je zagovarjal magistrsko tezo O algebrskih celih številih, odvisnih od korenov enačbe tretje stopnje. Istega leta je postal profesor na Univerzi v Varšavi, kjer je raziskoval verižne ulomke. Leta 1897 je zagovarjal doktorsko disertacijo O posplošitvi algoritma verižnih ulomkov. Disertacija je prejela nagrado V. Ja. Bunjakovskega.
Od jeseni 1898 je bil tudi dekan Fakultete za strojništvo Varšavskega politehniškega inštituta. V Varšavi je Wacław Sierpiński študiral pri Voronoju. 
Bil je povabljeni govornik na Mednarodnem kongresu matematikov (ICM) leta 1904 v Heidelbergu.
1. decembra 1907 je bil izvoljen za dopisnega člana sanktpeterburške akademije znanosti. Med revolucionarnimi dogodki med letoma 1905 in 1907 sta bila Univerza v Varšavi in Politehniški inštitut zaprta, Voronoj si je prizadeval za mesto profesorja matematike na kijevski univerzi, vendar je bil imenovan za dekana Fakultete za strojništvo Donskega politehniškega inštituta, ki je bil tedaj ustanovljen v Novočerkasku.
Voronoj je vse življenje vzdrževal vezi z Žuravko, vsako leto med poletnimi počitnicami je obiskal vas, kjer je razmišljal o svojih znanstvenih delih. Njegov arhiv, ki so ga podarili znanstvenikovi sorodniki, je shranjen na Inštitutu za rokopise V.V. Nacionalne knjižnice Ukrajine V. I. Vernadskega.
Ko je bil star komaj 40 let, so se začele težave z želodcem. Trpel za boleznijo žolčnika, jeseni 1908 pa je bolezen prevzela akutno obliko. V svoj dnevnik je zapisal:
Zelo napredujem pri obravnavanem vprašanju [nedoločene kvadratne oblike]; hkrati pa je moje zdravje čedalje slabše. Včeraj sem imel prvič jasno predstavo o algoritmu v teoriji oblik, ki jo raziskujem, pa tudi utrpel močan napad žolčne kolike, zaradi katere zvečer nisem mogel delati in celo noč spati. Tako se bojim, da bodo rezultati mojih dolgotrajnih prizadevanj, pridobljenih s tako težavo, propadli skupaj z menoj.
Po hudem napadu žolčnika je umrl 20. novembra 1908 v Varšavi. Po njegovi zadnji volji je bil pokopan v Žuravki. Njegovo balzamirano truplo so hranili v posebni kripti, vendar so v zgodnjih 1930-ih kripto uničili in znanstvenikovo telo so sovaščani ponovno pokopali v grob njegovega očeta Feodosija. Na njegovem grobu sta se sinova Oleksander in Jurij zaobljubila, da bosta postala zdravnika.

## Znanstveno delo
Voronoj je delal predvsem na področju teorije števil. V teoriji števil, algebri in geometriji je ustvaril nove znanstvene smeri, še posebej temelje geometriji števil. V času njegovega življenja je bilo objavljenih šest temeljnih monografij in šest manjših del. Vsaka njegova monografija je odprla novo področje raziskovanja, a vsako njegovo drobno delo je dalo nov, nepričakovan pogled na problem in postalo spodbuda za znanstveno raziskovanje.
Uvedel je koncept tega, kar se danes imenuje Voronojevi diagrami. Uporabljajo se na mnogih področjih znanosti, kot je analiza prostorsko porazdeljenih podatkov, ki so postale pomembna tema v geofiziki, meteorologiji, fiziki kondenzirane snovi in Liejevih grupah. Rezultati njegovega znanstvenega dela se uporabljajo v kristalografiji, računalništvu, fiziki, elektroniki, astronomiji, astrofiziki, kemiji, kemijskem inženirstvu, mikrobiologiji, oftalmologiji in pri reševanju problemov umetne inteligence. Povsod, kjer je treba prostor optimalno razslojiti v določenem smislu na ločene celice. Avstrijska matematika Eichholzer in Franz Aurenhammer sta nekoč zapisala: »Voronoijevi diagrami so postali široko uporabljeni pri konstrukciji geometrijskih algoritmov. Velik odstotek člankov v računalniški geometriji je neposredno ali posredno povezanih z Voronojevimi diagrami.«
Ta pokritja (teselacije) se pogosto uporabljajo na mnogih področjih računalniške grafike, od arhitekture do ustvarjanja filmov in video iger. Odkprtokodno programsko orodje Blender vključuje generator Voronojeve teksture kot enega glavnih virov naključno ustvarjenih slik, ki jih je mogoče uporabiti kot teksture za mnoge različne namene.
Voronojev izrek o paraleloedrih: vsak primitivni paraleloeder je afino ekvivalenten DV-domeni neke rešetke.
Razvil je nekaj metod za posplošeno seštevanje divergentnih vrst, znanih kot Voronojeve metode.

## Priznanja

### Zapuščina
Med njegovimi študenti je bil Sierpiński (doktorat na Jagelonski univerzi leta 1906). Čeprav Voronoj formalno ni bil doktorski mentor Borisa Delaunayja (doktorat na kijevski univerzi), mu je njegov vpliv nanj prislužil pravico, da se tako šteje.
Leta 2008 je Ukrajina izdala kovance za dve grivni v počastitev stote obletnice Voronojeve smrti.
Njegov sin Jurij Voronij je postal ugleden transplantacijski kirurg, ki je leta 1933 izvedel prvo presaditev ledvice s človeka na človeka na svetu, se prostovoljno prijavil v vojsko Centralne rade Ukrajine in se leta 1918 boril v bitki pri Krutiju. Njegova hči Marija Vorona-Vasiljenko je postala učiteljica ukrajinskega jezika.

## Izbrana bibliografija
- ——— (1903), »Sur un problème du calcul des fonctions asymptotiques«, Journal für die reine und angewandte Mathematik, 1903 (126): 241–282, doi:10.1515/crll.1903.126.241, ISSN 0075-4102, Georges Voronoï
- ——— (1940), »Sur une fonction transcendente et ses applications à la sommation de quelques séries« [O transcendentni funkciji in njenih aplikacijah na vsoto nekaterih vrst], Annales Scientifiques de l'École Normale Supérieure, 21: 207 267, 459–533, ISSN 0012-9593, Georges Voronoï
- ——— (1908a), »Nouvelles applications des paramètres continus à la théorie des formes quadratiques. Premier mémoire. Sur quelques propriétés des formes quadratiques positives parfaites« (PDF), Journal für die reine und angewandte Mathematik, 1908 (133): 97–178, doi:10.1515/crll.1908.133.97, ISSN 0075-4102, S2CID 116775758, Georges Voronoï
- ——— (1908b), »Nouvelles applications des paramètres continus à la théorie des formes quadratiques. Deuxième mémoire. Recherches sur les parallélloèdres primitifs« (PDF), Journal für die reine und angewandte Mathematik, 1908 (134): 198–287, doi:10.1515/crll.1908.134.198, ISSN 0075-4102, S2CID 118441072, Georges Voronoï